# Dirección General de Planificación, Coordinación y Transferencia de Conocimiento
La Dirección General de Planificación, Coordinación y Transferencia de Conocimiento de España es el órgano directivo del Ministerio de Ciencia, Innovación y Universidades, adscrito a la Secretaría de Estado de Ciencia, Innovación y Universidades, responsable de diseñar, planificar y supervisar las estrategias científicas que se le encomienden, apoyar a los órganos colegiados de asesoramiento del Departamento, evaluar el Sistema Español de Ciencia, Tecnología e Innovación y el Sistema Universitario Español y diseñar las herramientas que permitan una evaluación eficaz de estos, fomentar la cultura científica y realizar estadísticas y estudios en este ámbito, así como gestionar las políticas de intercambio y transferencia de conocimiento.

## Historia
La Dirección General se estableció por Real Decreto 1009/2023, de 5 de diciembre, que suprimió la Dirección General de Planificación de la Investigación, asumiendo las funciones de esta relativas a promoción de la investigación y cultura científica, elaboración de estrategias y programas científicos, difusión informativa, estadística y evaluación del Sistema Español de Ciencia, Tecnología e Innovación.
Además de lo mencionado, adquirió las competencias en relación con transferencia de conocimiento, así como aquellas que tenía la Secretaría General de Innovación derivadas del Real Decreto 984/2022, de 22 de noviembre, por el que se establecen las Oficinas de Transferencia de Conocimiento y se crea su Registro. Se estructuró mediante dos subdirecciones generales, una «de Planificación, Seguimiento y Evaluación» y otra «de Transferencia».

## Estructura
De la Dirección General dependen los siguientes órganos directivos:
- La Subdirección General de Planificación, Seguimiento y Evaluación, a la que le corresponde desempeñar las funciones relativas a elaboración de estrategias y planes científicos, asistencia a los órganos colegiados del Ministerio, la evaluación de los sistemas nacionales de ciencia y de universidades, así como el desarrollo de herramientas en este ámbito, y todo lo relativo a estadística, datos abiertos, difusión y divulgación relacionada con los sistemas antes mencionados.
- La Subdirección General de Transferencia, a la que le corresponde gestionar las competencias sobre intercambio y transferencia de conocimiento, gestión de los registros administrativos que se le asignen y tareas relacionadas con el impulso y fomento de la investigación y cultura científica. Asimismo, tiene encomendado el fomento de la capacitación de los recursos humanos de los sistemas científico y universitario, en lo relativo a valorización social del conocimiento, así como el diseño de estrategias para la transformación económica del territorio, refuerzo de programas para la incorporación de talento a la empresa y el impulso al intercambio de conocimiento entre actores públicos, así como con el sector privado.

## Directores generales
- Elisa Rivera Mendoza (20 de diciembre de 2023-presente)[3]